# Anita Jeram
Anita Jeram, född 1965 i Portsmouth, är en engelsk författare och illustratör av bilderböcker för barn.
Hennes första bok, Bill's Belly Button, publicerades av Walker Books 1991. Som illustratör fick hon erkännande för sina illustrationer i Sam McBratneys Gissa hur mycket jag tycker om dig. Hon har även illustrerat flera böcker av Dick King-Smith, Karen Wallace och Amy Hest.

## Böcker utgivna på svenska[8]

### Som författare
- 1994 – Gissa hur mycket jag tycker om dig (tillsammans med Sam McBratney) ISBN 91-87804-64-6
- 1995 – Titti Tvärtom ISBN 91-87804-16-6
- 1995 – Modiga Mary ISBN 91-87804-24-7
- 1997 – Boken om lilla jag ISBN 91-87805-18-9
- 1999 – Sune Sockergryn ISBN 91-87805-50-2
- 2000 – Tre små sockergryn ISBN 91-87805-92-8
- 2002 – Min kära lilla sagobok ISBN 91-87803-44-5

### Som illustratör
- 2004 – Vi älskar er lika mycket av Sam McBratney ISBN 91-85199-09-5
- 2008 – Gissa hur mycket jag tycker om dig om vintern av Sam McBratney ISBN 978-91-7377-002-6
- 2008 – Gissa hur mycket jag tycker om dig om sommaren av Sam McBratney ISBN 978-91-7377-009-5
- 2008 – Gissa hur mycket jag tycker om dig om våren av Sam McBratney ISBN 978-91-7377-003-3
- 2008 – Gissa hur mycket jag tycker om dig om hösten av Sam McBratney ISBN 978-91-7377-010-1